# Râul Veljul, Barcău
Râul Veljul este un curs de apă, afluent al râului Leveleș. 

## Hărți
- Harta interactivă județul Arad
- Harta munții Apuseni